# Красная Горка (Бабаевский район)
Кра́сная Го́рка — деревня в Бабаевском районе Вологодской области России.
Входит в состав Вепсского национального сельского поселения (с 1 января 2006 года по 13 апреля 2009 года входила в Тимошинское сельское поселение), с точки зрения административно-территориального деления — в Тимошинский сельсовет.
Расстояние по автодороге до районного центра Бабаево — 100 км, до центра муниципального образования деревни Тимошино — 10 км. Ближайшие населённые пункты — Пустошка и Янголохта.
По данным переписи в 2002 году постоянного населения не было.